# Eli Asser
Elias (Eli) Asser (Amsterdam, 22 december 1922 – aldaar, 25 januari 2019) was een Nederlands auteur, liedjesschrijver en Holocaustoverlevende.

## Levensloop

### Privéleven
Eli Asser was de jongste zoon van Isaäc Asser (1883-1942), marktstandwerker, en diens tweede echtgenote Johanna van West (1892-1942). Uit zijn eerste huwelijk had Isaäc Asser al twee zoons, van wie er één als baby overleed. In 1930 werd een dochter, Eli's zusje Rebecca geboren.
Asser groeide op in de Joden Houttuinen. Hij ging op voorspraak van een onderwijzer naar het Barlaeus Gymnasium, wat ongebruikelijk was voor een kind uit een arm gezin. Hij was lid van het literaire genootschap van de school, net als onder meer de latere schrijver Willem Frederik Hermans. Tijdens zijn middelbareschooltijd ontmoette hij bij de zionistische jeugdvereniging zijn latere echtgenote Eva (Eefje) Croiset (1923-2002), een dochter van de acteur Hijman Croiset. Nadat hij in 1941 cum laude voor zijn eindexamen was geslaagd, wilde hij rechten studeren, maar de toegang tot de universiteit werd hem, Jood zijnde, inmiddels ontzegd door de maatregelen tegen Joden die de nazi's hadden genomen. Hij kreeg een baantje op de postkamer van de Amsterdamse Joodse Raad. Asser daarover: "Ik zat in het souterrain en op de bovenste verdieping zaten de heren Cohen en Asscher van het almachtige bestuur. Ik moest de post sorteren en die naar vijfhoog brengen via de trap. Ik liep me suf."
Half april 1942 kreeg Asser een oproep om geïnterneerd te worden in een van de Nederlandse werkkampen. Aan deze Arbeitseinsatz wist hij te ontsnappen door legaal te gaan werken als leerling-verpleger in de Joodse psychiatrische inrichting Het Apeldoornsche Bosch, waar alle niet-Joodse medewerkers op last van de Duitse bezetter ontslagen waren. Enkele maanden later kreeg ook zijn vriendin Eefje Croiset er een baan, als schoonmaakster. Op 20 januari 1943, op de avond vóór patiënten en personeelsleden door de nazi's werden gedeporteerd, vluchtte Asser samen met Croiset terug naar Amsterdam. Beiden zaten de rest van de oorlog op verschillende plekken ondergedoken.
Asser en zijn partner overleefden de Holocaust. Zijn ouders, zijn zus Rebecca, zijn halfbroer en de eerste vrouw van zijn vader kwamen in de Tweede Wereldoorlog om in de vernietigingskampen. Na het sluiten van hun huwelijk kort na de oorlog kregen Asser en Eefje Croiset drie kinderen. Zijn oudste dochter Joosje Asser werd choreograaf. Zijn tweede dochter Hella werd kunstenaar trouwde met de cabaretier Freek de Jonge. Zijn jongste kind, David Asser, werd advocaat. Asser overleed in 2019 op 96-jarige leeftijd. Hij werd begraven op Zorgvlied.

### Loopbaan
Asser werd na de bevrijding journalist. Hij werkte voor het Haagsch Dagblad. Over zijn omzwervingen in Den Haag schreef hij stukjes onder het pseudoniem Kris Krasser. Vanaf 1948 tot 1952 werkte hij bij het opinieweekblad Vrij Nederland (VN). Hij was er collega van onder anderen Simon Carmiggelt, die hem leerde hoe een column te schrijven. Asser bedacht het rubriekje De Zetter, dat op 9 oktober 1948 voor het eerst verscheen en tot 12 mei 2001 onderdeel van het opinieweekblad bleef.
Als hij een door hem verzonnen liedtekst niet goed vond, ondertekende hij weleens met het pseudoniem Herman van Harmelen. In de jaren vijftig gebruikte hij in Vrij Nederland het pseudoniem Lapsus voor de rubriek Nutteloze notities. Zijn columns Vaselientje, het dagboek van een baby, waarvoor zijn dochter Joosje model stond, werden onder de titel Vaselientje's kleuterpraat gebundeld tot een boek met illustraties van de schilder Jan Sluijters. 
Zijn doorbraak als tekstschrijver kwam in 1953 bij de VARA, waar hij voor het wekelijkse radioprogramma De Showboat de komische radiostrip Mimosa (later Mimoza, MInisterie van MOeilijke ZAken, genoemd) schreef, met in de hoofdrollen Ko van Dijk, Johan Kaart en Conny Stuart en de special effects van Jan Oradi. Voor De Showboat schreef Asser tevens teksten voor Wim Sonneveld, die optrad als de Amsterdamse orgeldraaier Willem Parel. Asser werkte ook mee aan de film Het wonderlijke leven van Willem Parel (1955).
Later schreef Asser reclameteksten. Daarnaast maakte hij onder andere komedies voor de KRO en de AVRO. 
Nationale roem verwierf hij met de komedieseries die in de jaren 1969-1972 op de televisie werden uitgezonden door de KRO: 't Schaep met de 5 pooten en Citroentje met suiker. Asser schreef ook de liedteksten voor deze tv-series, zoals Het zal je kind maar wezen, op muziek gezet door Harry Bannink en vertolkt door Adèle Bloemendaal. Met haar en Leen Jongewaard werkte hij ook aan theatershows. In 1979 maakte hij een musical-versie van het klassieke toneelstuk Potasch and Perlmutter. Asser was in 2008 te zien in een aflevering van de dramaserie Keyzer & De Boer Advocaten, als de Joodse heer Simon.
Asser ontving in 1970 de Televizier-Ring voor 't Schaep met de 5 Pooten, de Gouden Harp in 1971 en voor zijn gehele oeuvre in 1980 de Edmond Hustinxprijs voor toneelschrijvers. In 1997 werd hij benoemd tot ridder in de Orde van de Nederlandse Leeuw.

### Oorlogsherinneringen
Lange tijd kon Asser niet praten over zijn ervaringen in de Tweede Wereldoorlog. Hij verwerkte zijn ervaringen op latere leeftijd in het televisiespel Het laatste glas melk (1995) en in de toneelstukken Rembrandt was mijn buurman (1995) en Aan de vooravond (2000). In 1996 vertelde hij zijn levensverhaal aan het Visual History Archive van het USC Shoah Foundation Institute. Dit verhaal is opgenomen in de collectie Tweeduizend Getuigen Vertellen van het Joods Historisch Museum.
In 2004, twee jaar na het overlijden van zijn echtgenote Eva Croiset, publiceerde hij het boek Alles is meegenomen dat grotendeels bestaat uit brieven die hij en zijn echtgenote elkaar schreven vanaf hun onderduikadressen tijdens de oorlog. In 2014 was Asser te zien in de documentaire Verlies niet de moed die zijn dochter Hella de Jonge over de familie van haar vader en moeder maakte. In 2016 werkte hij mee aan de documentaire Echo's van een oorlog van In-Soo Radstake, waarin de repercussie van de Holocaust in het gezin Asser wordt belicht en waarin ook zijn kinderen Joosje en David worden geïnterviewd. Volgens Renée Citroen is het verschijnen van deze twee films en het onderlinge conflict een gevolg van de sporen die de Tweede Wereldoorlog heeft nagelaten bij de tweede generatie oorlogsslachtoffers.